# レ・ミゼラブル (1995年の映画)
『レ・ミゼラブル』（Les Misérables）は、クロード・ルルーシュ監督・脚本による1995年のフランスの映画である。ヴィクトル・ユーゴーによる同名の小説を原作とし、時代設定を20世紀に改めている。
第53回ゴールデングローブ賞では外国語映画賞を受賞した。
日本語題ではビデオ発売時に『レ・ミゼラブル/輝く光の中で』に変更された。

## キャスト
- ジャン＝ポール・ベルモンド - アンリ・フォルタン / ジャン・ヴァルジャン
- ミシェル・ブジュナー - アンドレ・ジマン
- アレサンドラ・マルティネス（英語版） - エリーズ・ジマン
- サロメ・ルルーシュ（フランス語版） - サロメ・ジマン（幼少期）
- マルゴ・アバスカル（フランス語版） - サロメ・ジマン（青年期）
- アニー・ジラルド
- フィリップ・レオタール
- クレマンティーヌ・セラリエ（英語版）
- フィリップ・クロワシル（英語版）
- ティッキー・オルガド
- ウィリアム・レイメルジー（英語版）
- ジャン・マレー
- ミシュリーヌ・プレール
- ダニエル・トスカン・デュ・プランティエ（英語版）
- ミカエル・コーエン（フランス語版）
- ジャック・ブーデ（英語版）
- ロベール・オッセン
- ダリー・コール（英語版）
- アントワーヌ・デュレリ（フランス語版）
- ジャック・ガンブラン
- ピエール・ヴェルニエ（英語版）

## 受賞とノミネート
| 映画祭・賞                             | 部門         | 候補                 | 結果       |
| -------------------------------------- | ------------ | -------------------- | ---------- |
| ゴールデングローブ賞                   | 外国語映画賞 | 『レ・ミゼラブル』   | 受賞       |
| 英国アカデミー賞                       | 外国語作品賞 | 『レ・ミゼラブル』   | ノミネート |
| シカゴ映画批評家協会賞                 | 外国語映画賞 | 『レ・ミゼラブル』   | ノミネート |
| シカゴ国際映画祭                       | 観客賞       | クロード・ルルーシュ | 受賞       |
| セザール賞                             | 助演女優賞   | アニー・ジラルド     | 受賞       |
| ダラス・フォートワース映画批評家協会賞 | 外国語映画賞 | 『レ・ミゼラブル』   | 受賞       |
| ロンドン映画批評家協会賞               | 外国語映画賞 | 『レ・ミゼラブル』   | 受賞       |
| ナショナル・ボード・オブ・レビュー賞   | 外国映画賞   | 『レ・ミゼラブル』   | 受賞       |